# Port lotniczy Sydney/J.A. Douglas McCurdy
Port lotniczy Sydney/J.A. Douglas McCurdy (IATA: YQY, ICAO: CYQY) – regionalny port lotniczy położony 9,3 kilometra na północny wschód od Sydney, w prowincji Nowa Szkocja, w Kanadzie.

## Drogi startowe i operacje lotnicze
Operacje lotnicze wykonywane są z asfaltowych dróg startowych:
- RWY 18/36, 1828 × 45 m
- RWY 06/24, 2155 × 45 m